# Peter Hansen (Superintendent)

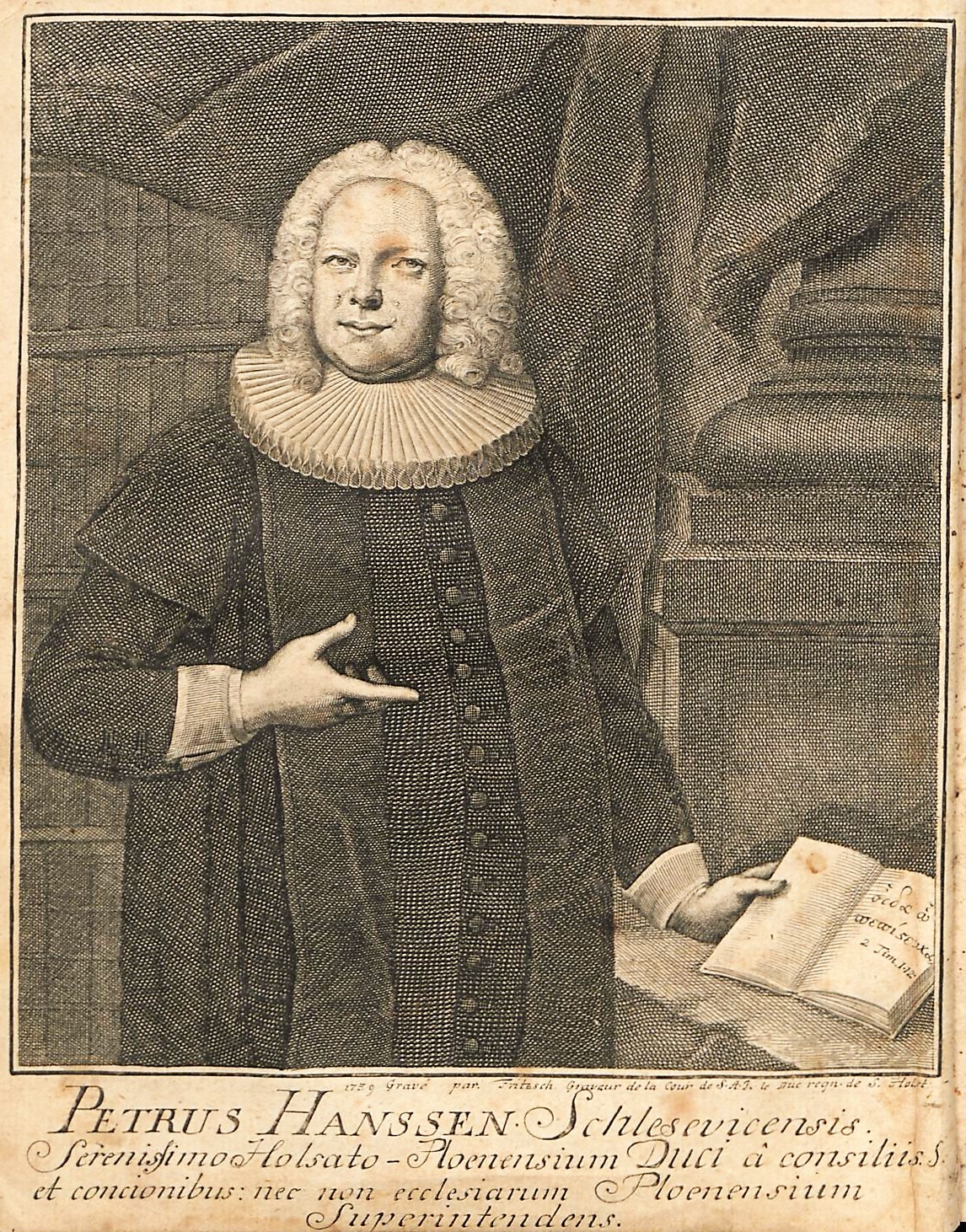
Peter Hans(s)en, Kupferstich von Christian Fritzsch (1739)

Peter Hansen, auch Hanssen (* 6. Juli 1686 in Schleswig; † 23. März 1760 in Plön) war ein deutscher evangelisch-lutherischer Geistlicher und Superintendent in Plön.

## Leben
Peter Hansen besuchte die Domschule Schleswig und das Katharineum zu Lübeck. Er studierte Evangelische Theologie an der Universität Kiel und graduierte hier 1711 als Magister.
Als Hofmeister begleitete er einen jungen Herrn von Reventlow an die Universität Halle. Nach Hauslehrerstellen in Holstein, Schleswig und Dänemark wurde er 1714 Diaconus (2. Pastor) in Lütjenburg und 1717 Pastor in Großenbrode. 1720 wurde er als Hauptpastor an der Nikolaikirche und Beisitzer des herzoglichen Konsistoriums nach Plön berufen. 1729 wurde ihm zugleich die Aufsicht über die Kirchen und Schulen im Herzogtum Schleswig-Holstein-Sonderburg-Plön übertragen, wozu bald danach der Titel eines Superintendenten kam. 1730 wurde er auch Konsistorialrat und Hofprediger des Herzogs Joachim Ernst (Schleswig-Holstein-Sonderburg-Plön).

## Schriften
Peter Hansen war literarisch sehr produktiv. Neben Personalschriften, Predigten und Streitschriften verfasste er auch regionalhistorische Werke.
Siehe den Link zu den Einträgen im VD18.